# Mănăstirea Ghighiu
Mănăstirea Ghighiu este o mănăstire ortodoxă din România situată în satul Ghighiu, județul Prahova.

## Istoric
Cele mai vechi mărturii despre Mănăstirea Ghighiu datează de la sfârșitul secolului al XVI-lea, când este menționat pe aceste locuri schitul logofătului Coresi și al jupâniței Slăvița. Urmele sihăstriei se vor șterge însă aproape în întregime. Abia în 1817 Măriuța Răfoveanca împreună cu mama sa Ana donează un teren și o parte din averea lor pentru înălțarea unui schit, la cererea monahului Agapie. Vor fi ridicate, mai întâi, o bisericuță de lemn și câteva chilii. Biserica mare a mănăstirii a început a se zidi în anul 1858, prin purtarea de grijă a starețului Eftimie, fiind sfințită pe 31 martie 1866. Pictura aparține lui Gheorghe Tattarescu (1864). Mănăstirea a fost incendiată în mai multe rânduri; în 1922 arde valoroasa bibliotecă a mănăstirii. În timpul Primului Război Mondial armata germană distruge o parte din chilii, alungă călugării și transformă Mănăstirea Ghighiu în fabrică de conserve. Mănăstirea va fi bombardată a doua oară în 1944. Patriarhul Justinian Marina restaurează din temelii, în anii ’50 ai secolului trecut, întreg ansamblul monahal, transformându-l în mănăstire de maici (1952). La Ghighiu se află o vestită icoană făcătoare de minuni a Maicii Domnului, datată din secolul al XVI-lea, dăruită în anul 1958 de episcopul Vasile Samaha de Sergiopolis, Siria. Bisericuța cimitirului cu hramurile Sf. Lazăr, Sf. Spiridon și Sf. Haralambie este datată din anul 1832, fiind ctitorită de Panait și Ecaterina Mărunțeanu.